# Floriana Lines

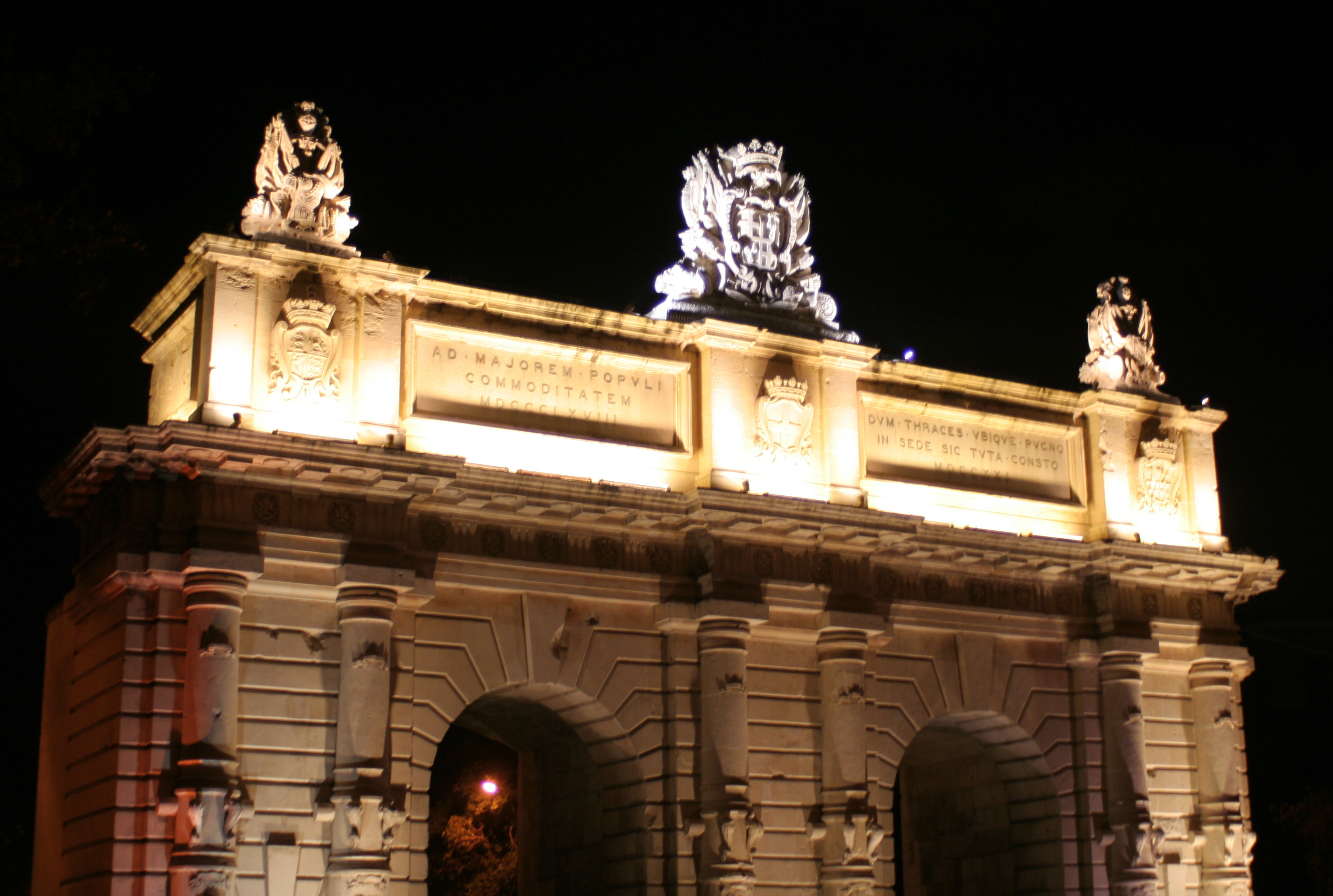
Porte des Bombes

Sa Maison Bastion, von Manoel Island aus gesehen

Floriana Lines, Skizze

Die Floriana Lines sind eine Befestigungsanlage auf Malta. Ihr Bau wurde 1635 durch Pietro Paolo Floriani unter der Herrschaft des Großmeisters Antoine de Paule begonnen und erst im 18. Jahrhundert abgeschlossen.

## Entstehung
Nach dem Sieg über die osmanischen Belagerer in der Großen Belagerung wurde ab 1566 auf der Halbinsel Scibereas die befestigte Stadt Valletta errichtet. Auf drei Seiten von Wasser umgeben, wurde die Stadt nach Süden von der Valetta Land Front abgeschlossen. Südlich dieser Befestigung entstand ab 1724 die Stadt Floriana. Sie wurde, ebenso wie die Wehranlage, nach dem italienischen Festungsbaumeister benannt, der für die Konstruktion und den Bau der Befestigungen verantwortlich zeichnete. Die Floriana Lines schützten die Land- und Seeseiten der Stadt und bildeten den äußersten Befestigungsring für die Stadt Valletta.

## Bestandteile
Kernelemente der Befestigung sind auf der Landseite die St Francis Bastion (Ostseite) und die Sa Maison Bastion (Westseite). Unterhalb der St Francis Bastion befindet sich das Porte des Bombes genannte Stadttor. Es wurde im Stil des französischen Barock zwischen 1697 und 1720 unter der Herrschaft des Großmeisters Ramon Perellos y Roccaful erbaut. Das Wappen Perellos befindet sich über dem Durchgang. Ursprünglich nur aus einem Torbogen mit davorliegender Zugbrücke bestehend, wurde 1868 unter der britischen Herrschaft ein weiterer Bogen hinzugefügt, um dem steigenden Verkehrsaufkommen gerecht zu werden. Beide Torbögen sind 1905 beim Bau der Straßenbahn nach oben erweitert worden; nach Stilllegung der Straßenbahn 1929 und der Eisenbahn 1931 hat man die flankierenden Mauerabschnitte abgetragen, um Platz für den Straßenbau zu schaffen. Das im Bereich der Sa Maison Bastion gelegene Tor (Gate of Our Lady) wurde zerstört.
Die St Francis Bastion wurde durch das 1671 errichtete Floriana Hornwerk (La Galdiana) gesichert, welches wiederum von einem Kronwerk mit einem vorgelegten Ravelin umgeben ist.
Gegenüber dem Marsamxett Harbour ist die Stadt durch Sa Maison Bastion und Msida Bastion gesichert. Auf der Seite des Grand Harbour liegen St Francis Bastion, Magazine Bastion und die Crucifix Bastion.

## Baugeschichte
Die Arbeiten an den Floriana Lines wurden bereits zwischen 1638 und 1640 erstmals unterbrochen, um zunächst die Sta. Margherita Lines fertigzustellen. Der Bau gestaltete sich insgesamt sehr schleppend, da die enormen Kosten die finanziellen Möglichkeiten der Ordensritter überstiegen. Auch war fraglich, ob die Festungsbauwerke mit genügend Soldaten bemannt werden konnten.
Unter der britischen Herrschaft wurden die Floriana Lines zunächst weiter genutzt.
Insgesamt gilt die Anlage als ein Höhepunkt des durch Sébastien Le Prestre de Vauban geprägten bastionalen Festungsbaustils.